# Геттиер, Эдмунд
Эдмунд Л. Геттиер (31 октября 1927 — 23 марта 2021) — американский философ и почётный профессор в Университете штата Массачусетс Амхерст. Был наиболее известен своей короткой статьей 1963 года «Является ли знанием истинное и обоснованное мнение?», которая породила обширную философскую литературу, пытающуюся ответить на то, что стало известно как проблема Геттиера.

## Биография
Геттиер получил образование в Корнеллском университете, где его наставниками были Макс Блэк и Норман Малкольм. Первоначально Геттиер привлекали взгляды Людвига Витгенштейна. Его первая преподавательская работа была в Государственном университете Уэйна в Детройте, штат Мичиган, в 1957 году, где его коллегами были Кейт Лерер, Р. К. Слейг и Элвин Плантинга. Философы часто предполагают, что из-за того, что у него было мало публикаций, его коллеги убеждали его публиковать любые идеи, которые у него были, только для удовлетворения администрации. Результатом стала трехстраничная статья, которая остается одной из самых известных в новейшей философской истории. Статья опубликована в Аналитике. Геттиер с тех пор ничего не опубликовал, но он изобрел и обучил своих аспирантов новым методам поиска и иллюстрации контрмоделей в модальной логике, а также упрощенной семантике для различных модальных логик.
В своей статье, Геттиер бросает вызов определению знания как «оправданного истинного убеждения», которое восходит к «Теэтету» Платона, сбрасывающего его со счетов в конце этого самого диалога. Этот взгляд был принят большинством философов того времени, в первую очередь эпистемологом Кларенсом Ирвингом Льюисом и его учеником Родериком Чизолмом. В статье Геттиер предлагались контрпримеры этому объяснению в виде случаев, когда испытуемые имели истинные убеждения, которые также были оправданы, но для которых убеждения были истинными по причинам, не связанным с оправданием. Некоторые философы, однако, считали, что представление о знании как об оправданном истинном убеждении уже подвергалось в целом сомнению в работах Витгенштейна (позже аналогичный аргумент был найден в работах Бертрана Рассела).

## Деятельность

### Проблема Геттиера
Геттиер приводит несколько примеров верных и обоснованных убеждений, но мы не должны интуитивно определять знание. Случаи такого рода теперь называют «(контр-) примерами Геттиер». Поскольку критика модели обоснованных истинных убеждений Геттиер носит системный характер, другие авторы придумывают все более фантастические контрпримеры. Например: я смотрю мужской финал Уимблдона, и Джон Макинрой играет с Джимми Коннорсом, это матч-пойнт, и Макинрой побеждает. Я говорю себе: «Джон Макинрой — чемпион Уимблдона в этом году среди мужчин». Однако без моего ведома у BBC возникли проблемы с трансляцией, поэтому она транслировала запись прошлогоднего финала, когда Макинрой также победил Коннорса. Я смотрел прошлогодний финал Уимблдона и считал, что Макинрой обыграл Коннорса. Но в то же время в реальной жизни Макинрой повторял прошлогоднюю победу и обыграл Коннорса! Так что моя вера в то, что Макинрой превзошел Коннорса, чтобы стать чемпионом Уимблдона в этом году, верна, и у меня были веские причины верить в это (моя вера была оправдана) — и тем не менее, есть смысл, в котором я действительно не мог утверждать, что «знаю» что Макинрой победил Коннорса, потому что я был прав в том, что Макинрой победил Коннорса, — моя вера не была основана на правильном оправдании.
Геттиер вдохновил философов на множество работ, пытающихся восстановить рабочее определение знания. Основные ответы включают:
- Использование Геттиером термина «оправдание» является слишком общим, и учитываются только некоторые виды оправдания.
- Примеры Геттиера вообще не считаются оправданием, и только некоторые виды доказательств являются оправдательными.
- Знание должно иметь четвертое условие, такое как «отсутствие ложных предпосылок» или «неопровержимость».
- Роберт Нозик предполагает, что знание должно состоять из обоснованного истинного убеждения, которое является «отслеживанием истины» — такое убеждение, что, если бы оно оказалось ложным, ему бы не поверили, и наоборот.
- Колин МакГинн предполагает, что знание атомарно (оно не делится на более мелкие компоненты). У нас есть знание, когда у нас есть знание, и точное определение знания может даже содержать слово «знание».

Исследование 2001 года, проведенное Вайнбергом, Николсом и Стичем, предполагает, что влияние проблемы Геттиера зависит от культуры. В частности, люди из западных стран с большей вероятностью согласятся с суждениями, описанными в этой истории, чем люди из Восточной Азии. Последующие исследования не смогли воспроизвести эти результаты.

## Избранные работы
Эдмунд Л. Геттиер, «Является ли знанием истинное и обоснованное мнение?»(Проблема Геттиера) Анализ , Vol. 23. С. 121—123 (1963). DOI:10,1093/Analys/23.6.121